# Vittorio Mezzogiorno

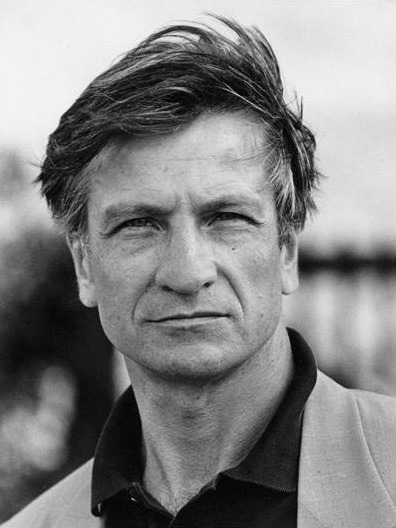
Vittorio Mezzogiorno im Jahr 1989

Vittorio Mezzogiorno (* 16. Dezember 1941 in Cercola; † 7. Januar 1994 in Mailand) war ein italienischer Schauspieler.

## Biografie
Der Sohn eines Getreidehändlers studierte nach dem Schulabschluss zunächst ein Jahr Medizin. Danach nahm er ein Studium der Rechtswissenschaften auf, während dessen er im Studententheater erste Schauspielerfahrungen machte. Nach erfolgtem Examen und anschließender Promotion zum Doktor der Rechte verlagerte Mezzogiorno seinen beruflichen Schwerpunkt ganz auf das Schauspiel. Am Theater spielte er unter der Regie von Eduardo De Filippo in dessen Compagnia. Er trat an der Seite von berühmten Kollegen wie Aldo Giuffrè und Carlo Giuffrè in Stücken von Aristophanes, Bert Brecht und Eugène Ionesco auf. Im Ensemble von Peter Brooks Le Mahabharata, einem zehnstündigen Epos über die indische Mythologie, ging Mezzogiorno in der Rolle des Halbgottes Arjuna zwei Jahre auf Welttournee und gab Gastspiele beim Festival von Avignon (1985), der Royal Shakespeare Company, in Paris, Athen, Barcelona, Madrid, Lyon, Zürich, Los Angeles, New York, Perth, Adelaide, Kopenhagen, Glasgow und Tokio.
Auch Mezzogiornos Kinoauftritte waren vor allem durch die Zusammenarbeit mit großen Regisseuren geprägt. Sein Debüt in diesem Medium gab er im Jahre 1975 in Jean-Louis Comollis La Cecilia. In seiner fast zwanzig Jahre umspannenden Filmkarriere spielte er u. a. den mittleren der Drei Brüder (neben Philippe Noiret und Michele Placido) in Francesco Rosis gleichnamigen Drama, in Jean-Jacques Beineix’ Drama Der Mond in der Gosse (neben Gérard Depardieu), in Patrice Chéreaus Der verführte Mann – L’Homme blessé, in Dino Risis Komödie ...und das Leben geht weiter, in Werner Herzogs Bergsteiger-Drama Cerro Torre – Schrei aus Stein, in Jenatsch (nach Conrad Ferdinand Meyer) und Zwischensaison – jeweils unter der Regie von Daniel Schmid – sowie in Marco Bellocchios provokantem Drama Die Verurteilung, das 1991 auf der Berlinale einen Silbernen Bären gewann.
Bereits 1963 gab er unter der Regie von Leonardo Cortese in einer Adaption von Alexandre Dumas Luisa Sanfelice sein Fernsehdebüt. In den folgenden drei Jahrzehnten spielte Mezzogiorno in zahlreichen von Filmkritik und Publikum beachteten Fernsehproduktionen, wie 1979 in der mehrteiligen Verfilmung von Jack Londons Martin Eden, als Mussolinis Vertrauter Alessandro Pavolini im Drama Ich und der Duce (mit Bob Hoskins als „Duce“) und in den ersten drei Teilen des aufwändig inszenierten Historienfilms Die Französische Revolution, in dem er Jean-Paul Marat als kompromisslosen Fanatiker zeichnete. Auch in der mehrteiligen Umsetzung von Peter Brooks Mahabharata (Das Würfelspiel/Der Krieg/Die Verbannung) war Mezzogiorno wieder mit von der Partie. Wenngleich er bereits 1965 in vier Folgen der Fernsehserie Le avventure di Laura Storm zu sehen war, blieben Auftritte in Fernsehserien rar. Die erste und zugleich einzige größere Serienrolle erhöhte allerdings seinen internationalen Bekanntheitsgrad: 1990 trat er die Nachfolge des von Michele Placido verkörperten „Corrado Cattani“ als furchtloser und unerbittlicher Ermittler in der 5. Staffel der erfolgreichen Produktion Allein gegen die Mafia an. Die Hauptrolle des „Commissario Davide Licata“ sollte zugleich seine letzte berufliche Tätigkeit werden: In der 6. Staffel starb der Mafia-Jäger den Serientod.
Am 14. Oktober 1972 heiratete Mezzogiorno seine Kollegin Cecilia Sacchi. Aus der Ehe gingen zwei Kinder hervor. Seine Tochter, Giovanna Mezzogiorno, arbeitet ebenfalls als Schauspielerin. 1993 musste sich Mezzogiorno wegen einer Krebserkrankung behandeln lassen. Am 7. Januar 1994 starb er im Alter von nur 52 Jahren in Mailand nach einem Herzanfall.

## Filmografie (Auswahl)
- 1963: Luisa Sanfelice (Fernsehfilm)
- 1965: Le avventure di Laura Storm (Fernsehfilm)
- 1975: La Cecilia (Fernsehfilm)
- 1975: Il marsigliese (Fernsehserie)
- 1976: Die letzte Rechnung schreibt der Tod (Milano violenta)
- 1976: La Orca – Gefangen, geschändet, erniedrigt (La orca)
- 1979: Das gefährliche Spielzeug (Il giocattolo)
- 1979: Martin Eden
- 1980: Desideria (Desideria: La vita interiore)
- 1980: Ein Turbo räumt den Highway auf (Car Crash)
- 1981: Deshalb machen wir nicht Harakiri (E noi non faremo Karakiri)
- 1981: Drei Brüder (Tre fratelli)
- 1983: Der Mond in der Gosse (La Lune dans le caniveau)
- 1983: Der gelbe Teppich (La casa del tappeto giallo)
- 1983: Der verführte Mann – L’Homme blessé (L'Homme blessé)
- 1984: … und das Leben geht weiter (… e la vita continua)
- 1985: Der Duce und ich (Mussolini and I)
- 1987: Jenatsch
- 1988: Körperlicher Zwang (Contrainte par corps)
- 1989: Die Französische Revolution – Jahre der Hoffnung (La révolution francaise – les années lumières)
- 1989: Die Französische Revolution – Jahres des Zorns (La révolution francaise – les années terribles)
- 1989: Mahabharata – Das Würfelspiel/Der Krieg/Die Verbannung (The Mahabharata)
- 1990: Allein gegen die Mafia 5 (La piovra 5 – Il cuore del problema)
- 1991: Die Verurteilung (La condanna)
- 1991: Cerro Torre: Schrei aus Stein
- 1992: Allein gegen die Mafia 6 (La piovra 6 - L'ultimo segreto)
- 1992: Zwischensaison
- 1993: Caccia alle mosche